# Bracon vulpes
Bracon vulpes är en stekelart som beskrevs av Szepligeti 1902. Bracon vulpes ingår i släktet Bracon och familjen bracksteklar. Inga underarter finns listade.